# Salicus

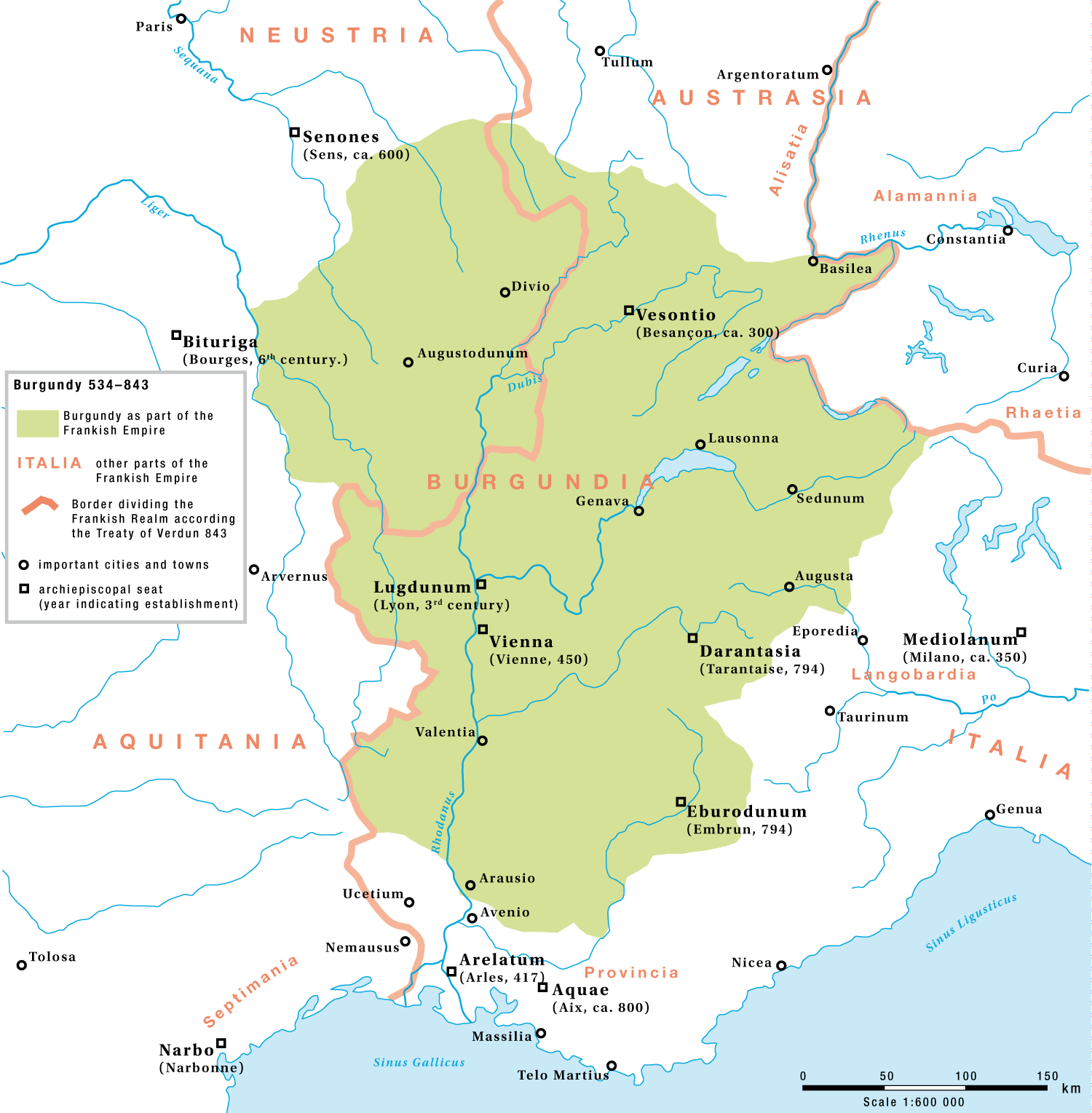
Frankisch Bourgondië (groen): Orange wordt onderaan aangeven met de Latijnse naam Arousio

Salicus (2e helft 8e eeuw) was bisschop van Orange in het koninkrijk Bourgondië, bestuurd door het Frankische Rijk. 

## Levensloop
Nadat Pepijn de Korte de Saracenen uit Narbonne had verdreven (759), keerden dezen later terug. Zij veroverden ditmaal Orange in het nabije koninkrijk Bourgondië. Bisschop Salicus was verplicht de vlucht te nemen. De Saracenen plunderden de stad. Zij bezetten Orange en omstreken zodat de bisschop niet kon terugkeren. 
In 791 vond het Concilie van Narbonne plaats, tijdens de regering van Karel de Grote. Narbonne lag in Septimanië, een ander Frankisch gebied dan Orange. Een twintigtal bisschoppen uit Septimanië, Bourgondië en Catalonië vergaderden er op bevel van paus Adrianus I. De paus eiste dat de bisschoppen het adoptianisme veroordeelden, en meer in het bijzonder de ketterse bisschop Felix van Urgell. Aartsbisschop Daniël organiseerde het concilie in zijn stad Narbonne. Dit concilie leverde het enige geschreven document op waarin Salicus van Orange vermeld is. Enkele Catalaanse bisschoppen waren hun bisdom kwijt aan de Saracenen maar dit gold ook voor Salicus. Salicus en Daniël vroegen aan Willem met de Hoorn, hertog van Aquitanië, om de Saracenen te verjagen uit Orange. Willem verbleef immers in Narbonne ten tijde van het concilie.
Willem met de Hoorn veroverde Orange twee jaar later (793). Salicus hernam de bisschopstroon van Orange en stierf rond het jaar 800.